# Babócsa
Babócsa (hongrois : Babócsa [ˈbɒboːt͡ʃɒ] ; allemand : Babotsch ou Babotscha ; croate : Bobovec) est une localité hongroise située dans le comitat de Somogy.

## Site et localisation

### Topographie et hydrographie
Babócsa est situé dans la partie sud du comitat de Somogy, à seulement cinq kilomètres de la frontière croate. Le territoire de la localité fait partie du Somogy intérieur (Belső-Somogy), c'est là que le ruisseau Rinya atteint la plaine d'inondation de la Drave.

### Aires faunistiques et floristiques

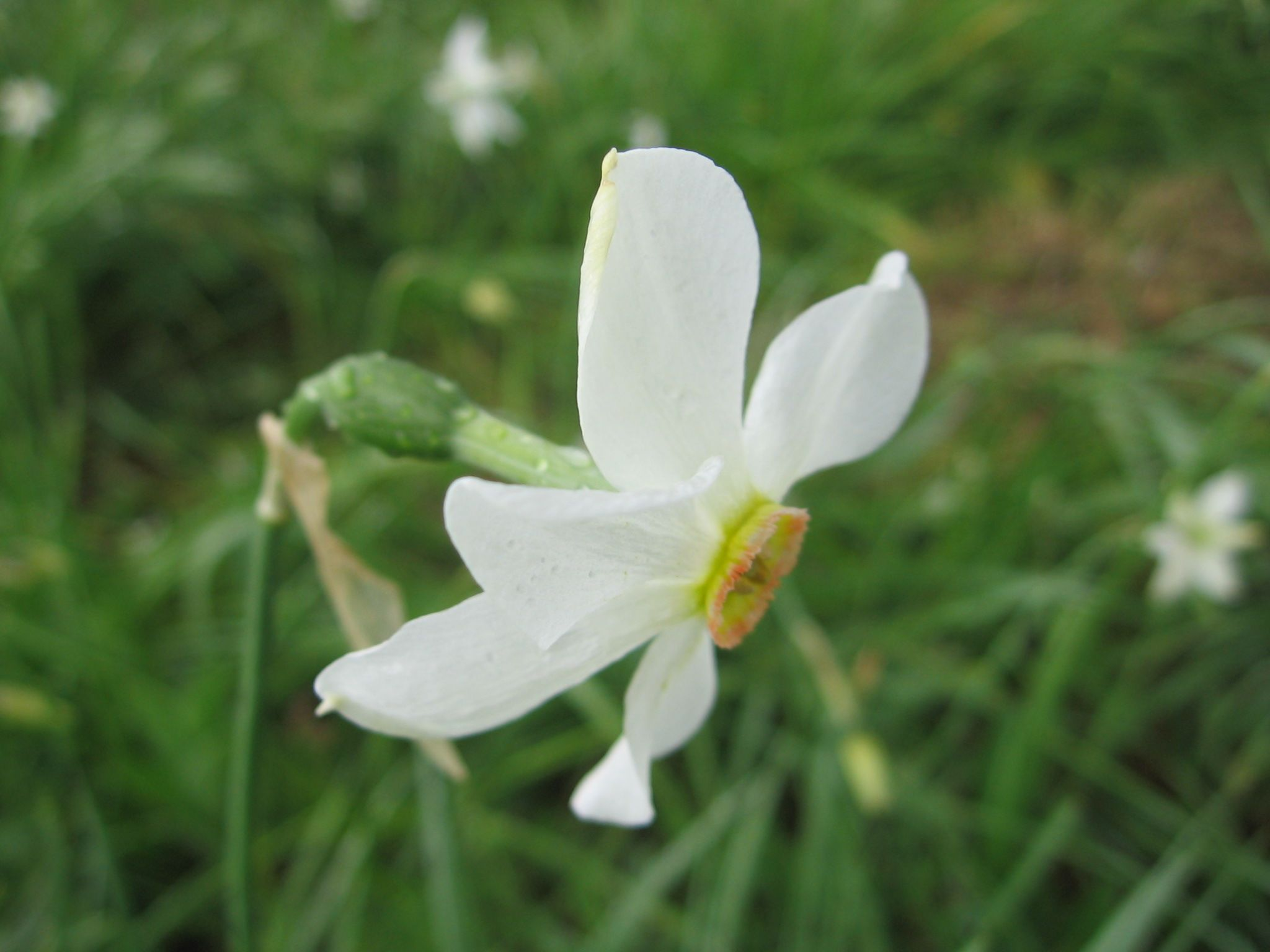
Une Narcissus angustifolius.

Babócsa est réputée pour son patrimoine naturel, en particulier pour sa célèbre prairie de narcisses, située dans le jardin de Bassa, classé aire naturelle protégée depuis 1977. Cette zone de 13 hectares, accessible au public, s'étend à proximité de l'intersection des routes 6801 et 6802. Elle abrite l'un des plus vastes ensembles continus de narcisses en Europe.
La principale espèce présente est le narcisse étoilé (Narcissus radiiflorus), bien qu'au fil des siècles, des hybridations naturelles aient eu lieu avec le narcisse blanc (Narcissus poeticus), si bien que l'on estime aujourd'hui que seuls 15 % des plants relèvent de l'espèce originelle. Selon une légende locale, cette fleur aurait été introduite dans la région par l'épouse d'un pacha turc lors du siège du château de Babócsa au XVIe siècle ; elle l'aurait plantée sur les berges de l'ancien cours de la Rinya, aujourd'hui détourné.
La prairie appartient à l'association végétale des prairies de fauche à fromental (Pastinaco-Arrhenatheretum), et héberge également d'autres espèces protégées comme la primevère acaule (Primula vulgaris). À l'automne, le site offre un tout autre spectacle naturel, lorsque le tapis herbeux se couvre de colchiques d'automne (Colchicum autumnale) aux fleurs violettes pâles.
Le jardin de Bassa est également un site archéologique. Des fouilles menées entre 1984 et 1992 sous la direction de Kálmán Magyar ont permis de mettre au jour les vestiges d'une église des XIVe–XVe siècles et de son cimetière, ainsi que les restes bien conservés d'un bain turc, dont les murs subsistent par endroits jusqu'à une hauteur de 1,5 mètre.
Durant la floraison, au printemps (mai–juin), le site est surveillé pour éviter toute cueillette. Il accueille chaque année la fête des narcisses, événement local majeur.

## Histoire
Les découvertes archéologiques montrent que le territoire de la localité est habité depuis la préhistoire. Des vestiges datant de l'âge du cuivre et de l'âge du bronze ont été mis au jour, notamment des ossements de mammouth, des outils polis de l'âge de la pierre, ainsi que des objets datant de l'époque d'Árpád.
Parmi les chefs hongrois de la conquête du pays, c'est probablement Bogát qui s'installe le premier dans la région, alors peuplée d'Avars et de Slaves. Vers la fin du Xe siècle, le territoire devient la possession de Koppány, puis, après la mort de ce dernier, il revient à la couronne et est attribué à des fidèles du roi. Parmi eux figure l'ispán Tibold, ancêtre du clan Tibold, d'origine allemande, qui établit ici son domaine principal. Le clan fonde un monastère bénédictin dédié à saint Nicolas, qui sert également de lieu de sépulture.
Lors du partage de la famille en 1231, Babócsa revient aux trois fils de Bodor du clan Tibold : Jakab, Kozma et Petke. Le registre de la dîme papale de 1332–1337 mentionne l'existence d'une paroisse, à une époque où seul une chapelle semble être présente sur le site. Une charte de 1348 mentionne pour la première fois l'abbaye bénédictine Saint-Nicolas, qui est encore en activité selon le registre fiscal de 1536.
Babócsa devient par la suite un fief de la famille Babócsai, issue du clan Tibold, puis passe à la famille Marczali en 1398 après la mort sans héritier de László Babócsai. Cette donation récompense leur participation à la Bataille de Nicopolis et marque l'installation du centre seigneurial de la famille à Babócsa. La localité obtient des privilèges urbains au cours du XVe siècle et est qualifiée d'oppidum dans une charte de 1434. À partir de 1475, les Báthory acquièrent également des terres à Babócsa. En 1490, une convention successorale lie les Báthory à la famille Mórocz de Meggyesalja. En 1495, le château de Babócsa est mentionné dans des documents comme relevant des Báthory, et en 1496, le roi Vladislas II y séjourne.
A l'époque ottomane, Babócsa est touchée par les invasions ottomanes : en 1532, les troupes de Soliman traversent la localité. Le château tombe en 1555 après six jours de combats, puis est incendié et abandonné par les Ottomans l'année suivante. En 1556, une bataille oppose les troupes de Tamás Nádasdy et Miklós Zrínyi à celles d'Ali pacha près de Babócsa.

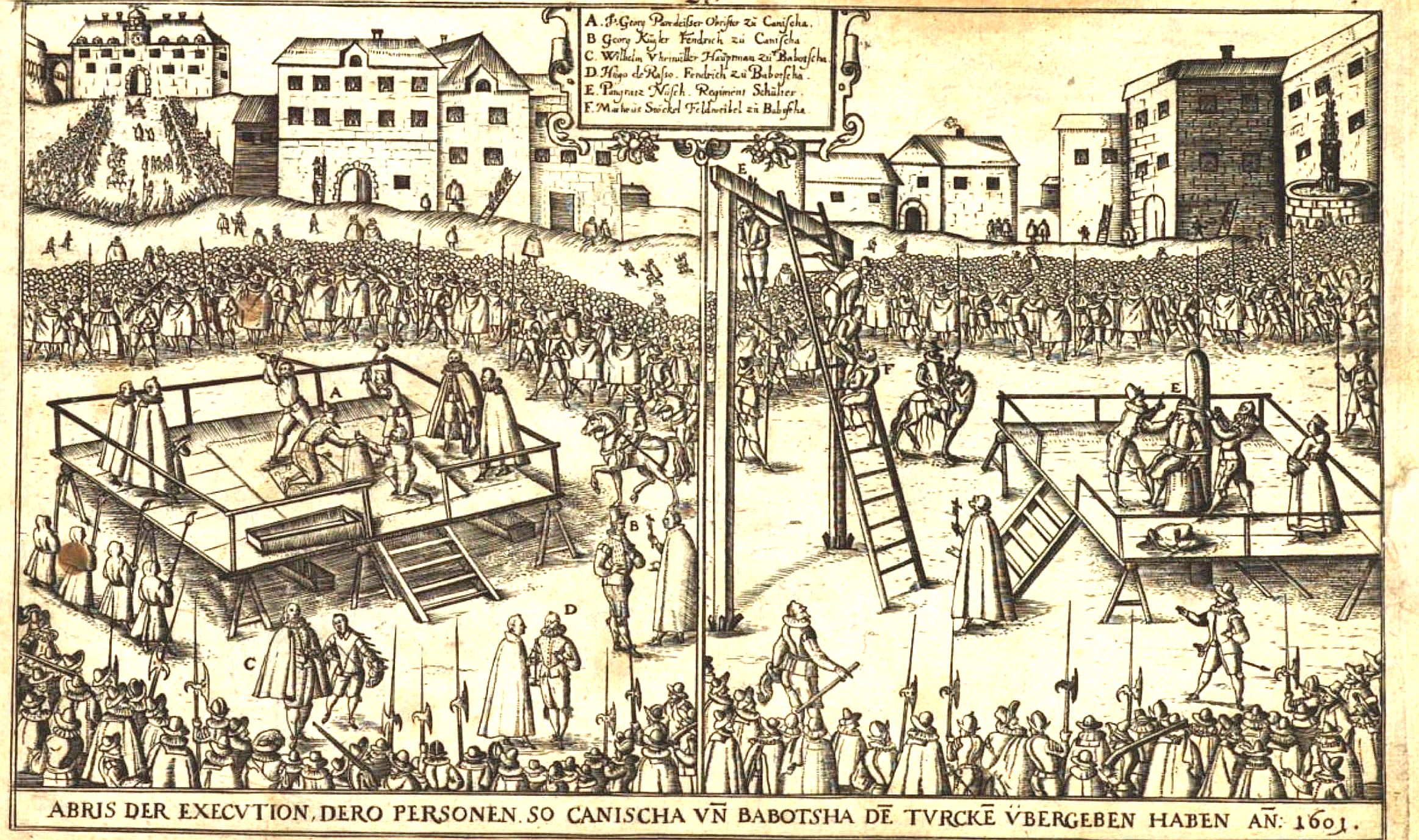
En septembre 1600, la garnison de Babócsa — composée d’environ 300 fantassins allemands, 200 soldats hongrois et 50 hussards — doit capituler face aux Ottomans dans des conditions jugées humiliantes. Cette reddition a contribué à la perte stratégique de Kanizsa l’année suivante.

Le château revient brièvement en mains hongroises en 1562, sous le commandement de Farkas Perneszi, mais tombe à nouveau aux mains des Ottomans après la chute de Szigetvár en 1566. En 1568–1569, la garnison ottomane compte 558 hommes, mais elle abandonne le château en 1595 à l'approche des troupes de Zsigmond Herberstein, György Zrínyi et Kristóf Hajmásy. Il est repris et réparé, mais tombe à nouveau aux mains du commandant ottoman Muhammed Kiája en 1598. Des documents de 1618–1619 mentionnent une garnison ottomane de 359 hommes. En 1664, le poète et chef militaire Miklós Zrínyi reprend définitivement le château.
De cette période subsistent de nombreux vestiges : ruines des thermes et du palais ottomans, four à céramique, puits turc et fondations de maisons d'habitation. Le célèbre jardin aux narcisses aurait été aménagé à cette époque par le pacha.
Selon un recensement de 1701–1703, Babócsa appartient alors à la famille Szalay, mais elle est octroyée en 1713 par le roi Charles III à la comtesse Rindsmaul. Après l'expulsion des Turcs, de nombreuses familles non magyares — croates, allemandes, turques, serbes (rác), slovaques (tót) et tziganes — s'installent dans la localité. Celle-ci connaît une période de développement : en 1715, Babócsa devient un bourg à droit de marché, puis chef-lieu de district au début du XIXe siècle. La population atteint 2 000 habitants, puis près de 3 000 au début du XXe siècle.
Babócsa reçoit le droit d'organiser des foires nationales par un privilège délivré le 28 octobre 1742. La famille Somssich y possède d'importants domaines fonciers. Deux manoirs sont construits : le premier vers 1800, le second en 1880 par le comte Viktor Somssich. En 1878, un grand incendie détruit 50 maisons. En 1891, la localité compte 2 443 habitants, d'origine hongroise et croate.

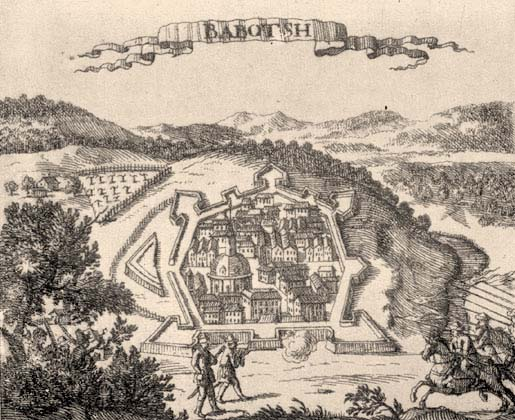
Représentation ancienne du château de Babócsa, d'après une gravure historique.

Au début du XXe siècle, les deux principaux propriétaires fonciers sont Madame Gyula Merész et la famille Somssich. Le grand manoir de cette dernière, aujourd'hui partiellement ruiné, accueille un cabinet dentaire et un logement de fonction, tandis qu'un second manoir plus modeste héberge le notaire du district. Un troisième, le manoir Prinke, est construit par l'intendant du domaine comtal.
En 1949, Babócsa est le site de la première coopérative de production du pays, établie sur près de 6 000 hectares. Elle accueille aujourd'hui l'une des plus grandes exploitations d'agriculture biologique de Hongrie. 
En 1953, des prospections pétrolières et gazières révèlent un important gisement de gaz naturel, alimentant non seulement Babócsa, mais aussi Barcs, Nagyatád et d'autres localités voisines. Lors de ces recherches, une eau thermale aux propriétés médicinales est également découverte, menant à la construction de thermes municipaux. La piscine thermale couverte est ouverte toute l'année.

## Population

### Minorités culturelles et religieuses
Lors du recensement de 2011, 84 % des habitants de Babócsa se déclaraient hongrois, 13,2 % roms, 0,4 % allemands, 0,2 % croates et 0,1 % roumains ; 15,7 % des personnes interrogées n'ont pas souhaité répondre. En raison des identités multiples, la somme des pourcentages peut dépasser 100 %. La répartition religieuse était la suivante : 60,6 % de catholiques romains, 1,6 % de réformés, 0,1 % de luthériens, 14,7 % de sans confession, tandis que 22,7 % n'ont pas répondu.
Au recensement de 2022, 87,9 % des habitants se déclaraient hongrois, 9,4 % roms, 1,5 % allemands, 0,7 % croates, 0,2 % ukrainiens, 0,1 % slovènes, 0,1 % arméniens, 0,1 % bulgares, 0,1 % slovaques et 1,2 % d'une autre nationalité non autochtone. 10,5 % des habitants n'ont pas souhaité répondre ; là aussi, les identités multiples peuvent faire dépasser la somme de 100 %. Sur le plan religieux, 43,6 % se déclaraient catholiques romains, 1,4 % réformés, 0,2 % orthodoxes, 0,1 % luthériens, 0,4 % chrétiens d'une autre obédience, 0,2 % d'un autre catholicisme, 21,8 % étaient sans confession, et 32,2 % n'ont pas répondu.

## Équipements

### Réseaux extra-urbains
Le centre de la localité est traversé par la route 6801, à laquelle se raccorde, à l'est de la localité, la route 6802 en provenance de Csokonyavisonta. Babócsa est également reliée à Nagyatád par la route 6807. La ligne de chemin de fer Gyékényes–Pécs dessert la localité, avec un arrêt à la gare de Babócsa, accessible par la route secondaire 68309, qui bifurque vers le sud à l'intersection des routes 6801 et 6807.

## Patrimoine local
Le principal édifice religieux de la localité est l'église paroissiale dédiée à la Vierge Marie, qui constitue le cœur spirituel de la communauté. À proximité se trouvent également les vestiges d'une église médiévale construite à l'époque des Árpád.

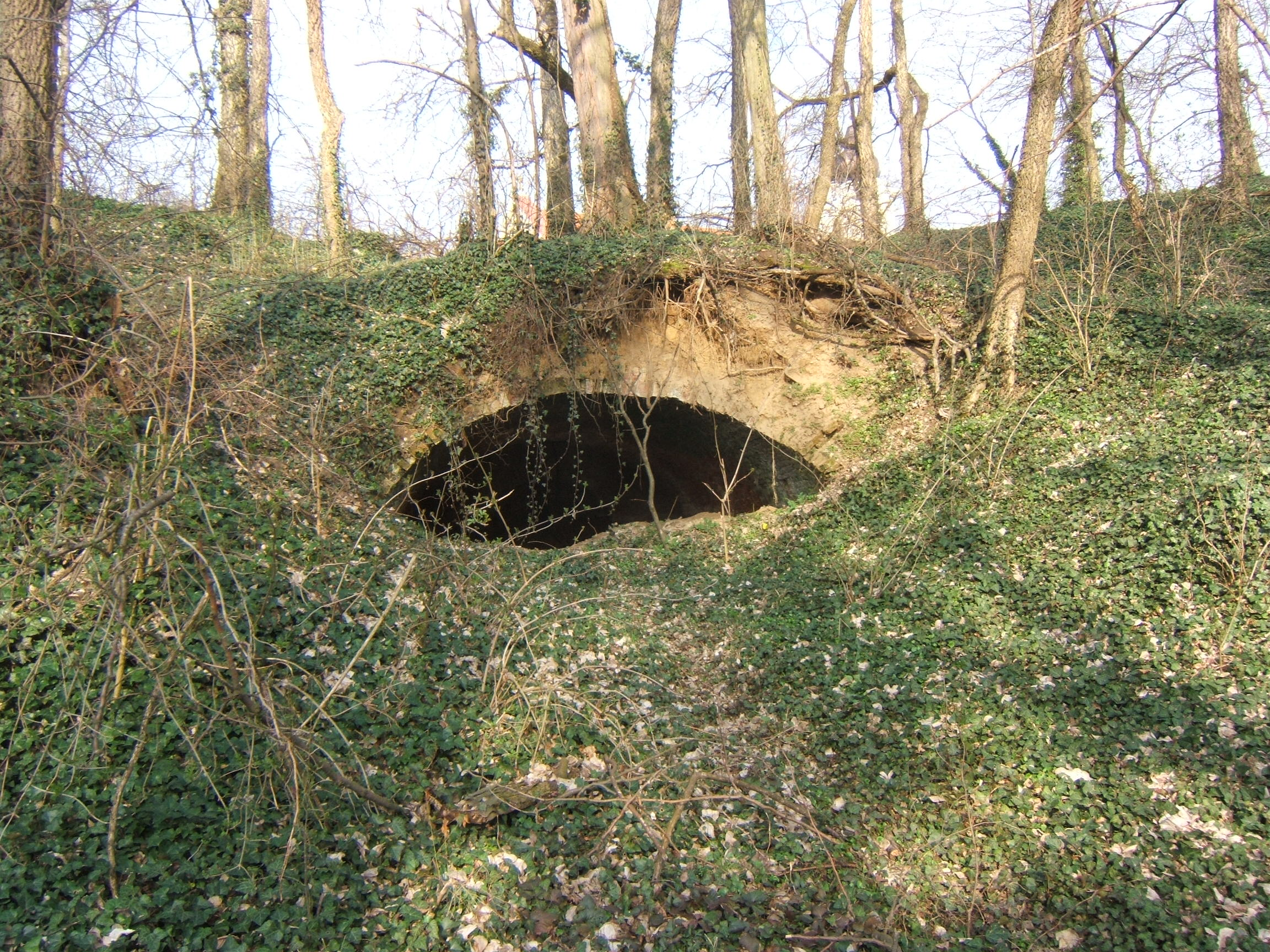
Les ruines du château.

Babócsa conserve plusieurs témoignages de son passé médiéval et ottoman. Trois fortifications distinctes sont attestées par la recherche archéologique. La plus ancienne est une fortification de terre de type motte, édifiée entre les XIe et XIIIe siècles sur la rive gauche de la Rinya, par les membres du clan Tibold. Elle mesurait environ 30 × 35 mètres et était protégée naturellement par un bras mort de la rivière. Cette première forteresse formait l'avant-poste du château plus tardif connu sous le nom de château turc (Törökvár), et fut encore utilisée durant l'époque ottomane.
Le Törökvár, mentionné pour la première fois en 1439, devint un centre seigneurial important aux mains des familles Marczali puis Báthory. En 1490, le roi Vladislas II y séjourne brièvement. Occupé par les troupes ottomanes en 1555, le château fut incendié, repris, reconquis, puis à nouveau perdu à plusieurs reprises durant les guerres de frontière. En 1595, une coalition menée par Zsigmond Herberstein, György Zrínyi et Kristóf Hajmásy reprend la forteresse après que la garnison ottomane l'a abandonnée en laissant huit canons. Mais dès 1600, elle tombe à nouveau aux mains des Ottomans. Selon des documents de 1618–1619, la garnison turque comptait encore 359 hommes. En 1664, la forteresse est reconquise par Miklós Zrínyi, qui y rédige un rapport militaire adressé à la cour de Vienne. Le château est alors gravement endommagé et probablement abandonné par la suite.

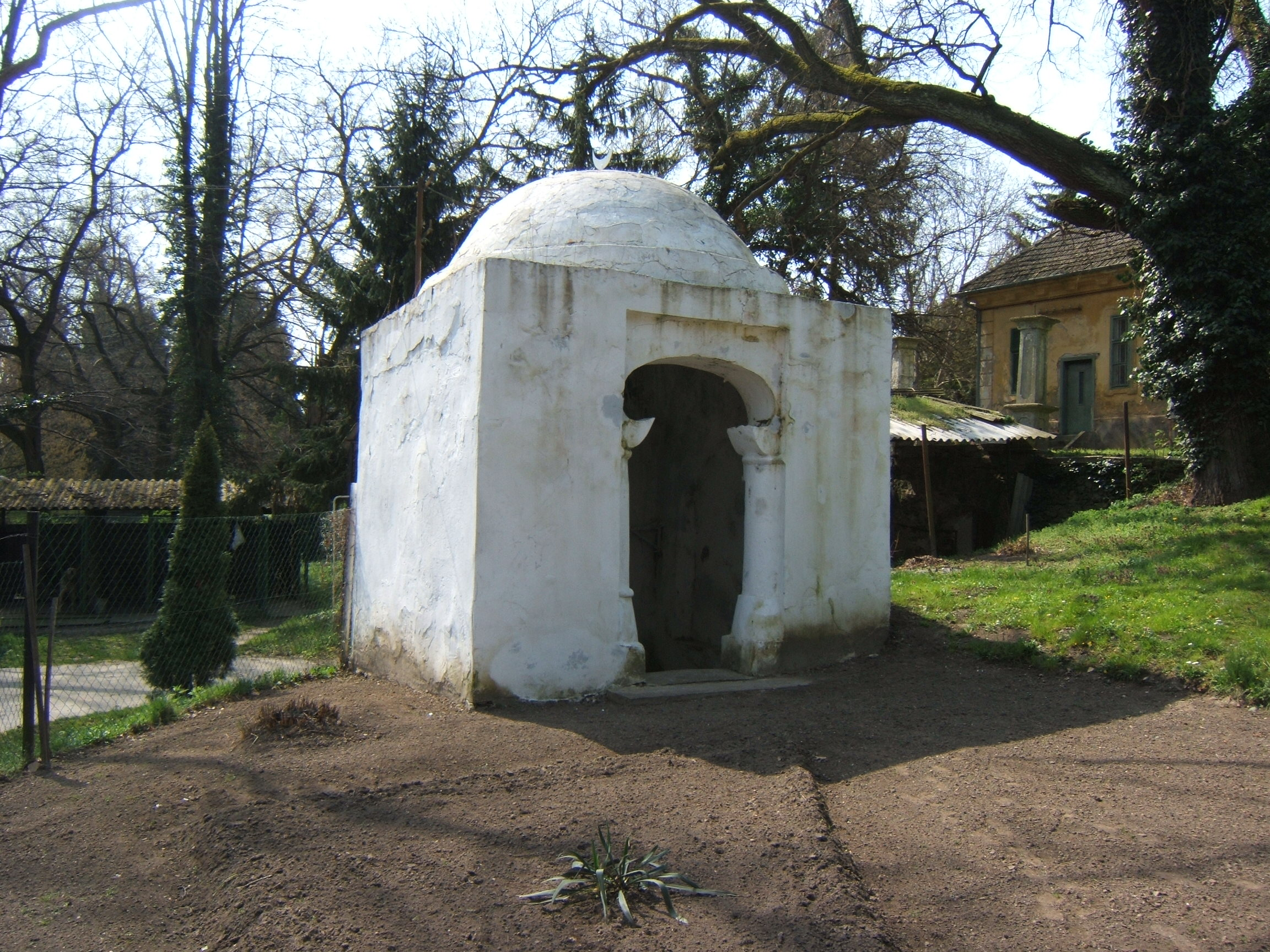
La maison de puits, inspirée du style des turbes ottomanes.

Dans le jardin seigneurial de Babócsa subsiste également une maison de puits construite au XVIIIe siècle, dont l'architecture s'inspire des mausolées turcs (turbe), autre vestige de l'occupation ottomane.
Le château Somssich, édifié en 1820 dans un style classique, témoigne de la présence des grandes familles nobles dans la région au XIXe siècle. Il faisait partie d'un ensemble de résidences appartenant à cette famille influente.
Enfin, la localité possédait un établissement thermal, aujourd'hui fermé (depuis 2008), qui exploitait une source d'eau chaude découverte dans les années 1950 lors de forages gaziers. L'établissement comprenait notamment une piscine thermale couverte, accessible toute l'année.